# 中村亮太朗
中村 亮太朗（なかむら りょうたろう、1997年9月27日 - ）は、新潟県新潟市秋葉区出身のプロサッカー選手。Jリーグ・モンテディオ山形所属。ポジションはミッドフィールダー(ボランチ、サイドハーフ)。

## 来歴
小学生の頃からボランチでプレー。グランセナ新潟FCジュニアユース、新潟明訓高校を経て、中央大学へ進学した。2019年5月、2020年シーズンからのヴァンフォーレ甲府加入が内定し、同月、JFA・Jリーグ特別指定選手に承認された。
2020年より、ヴァンフォーレ甲府へ正式に加入した。主力として活躍。
2022年より、鹿島アントラーズへ移籍したが12試合の出場に留まった。
2023年も3試合の出場に留まり8月15日、古巣ヴァンフォーレ甲府へ期限付き移籍。
2024年は清水エスパルスへ期限付き移籍。
2025年、モンテディオ山形へ完全移籍加入。

## 所属クラブ
- 2004年 - 2008年 ブルーウイング新潟南（新潟市立新津第一小学校）
- 2009年 豊照サッカー少年団（新潟市立新津第一小学校）
- 2010年 - 2012年 グランセナ新潟FCジュニアユース（新潟市立新津第一中学校）
- 2013年 - 2015年 新潟明訓高等学校
- 2016年 - 2019年 中央大学
  - 2019年5月 - 同年12月  ヴァンフォーレ甲府（特別指定選手）
- 2020年 - 2021年  ヴァンフォーレ甲府
- 2022年 - 2024年  鹿島アントラーズ
  - 2023年8月 - 同年12月  ヴァンフォーレ甲府（期限付き移籍）
  - 2024年  清水エスパルス（期限付き移籍）
- 2025年 -  モンテディオ山形

## 個人成績
| 国内大会個人成績 | 国内大会個人成績 | 国内大会個人成績 | 国内大会個人成績 | 国内大会個人成績 | 国内大会個人成績 | 国内大会個人成績 | 国内大会個人成績 | 国内大会個人成績 | 国内大会個人成績 | 国内大会個人成績 | 国内大会個人成績 |
| 年度             | クラブ           | 背番号           | リーグ           | リーグ戦         | リーグ戦         | リーグ杯         | リーグ杯         | オープン杯       | オープン杯       | 期間通算         | 期間通算         |
| 年度             | クラブ           | 背番号           | リーグ           | 出場             | 得点             | 出場             | 得点             | 出場             | 得点             | 出場             | 得点             |
| 日本             | 日本             | 日本             | 日本             | リーグ戦         | リーグ戦         | リーグ杯         | リーグ杯         | 天皇杯           | 天皇杯           | 期間通算         | 期間通算         |
| ---------------- | ---------------- | ---------------- | ---------------- | ---------------- | ---------------- | ---------------- | ---------------- | ---------------- | ---------------- | ---------------- | ---------------- |
| 2020             | 甲府             | 15               | J2               | 26               | 3                | -                | -                | -                | -                | 26               | 3                |
| 2021             | 甲府             | 15               | J2               | 33               | 4                | -                | -                | 1                | 0                | 34               | 4                |
| 2022             | 鹿島             | 35               | J1               | 12               | 0                | 6                | 0                | 3                | 0                | 21               | 0                |
| 2023             | 鹿島             | 35               | J1               | 3                | 0                | 3                | 0                | 1                | 0                | 7                | 0                |
| 2023             | 甲府             | 71               | J2               | 12               | 2                | -                | -                | -                | -                | 12               | 2                |
| 2024             | 清水             | 71               | J2               | 36               | 1                | 0                | 0                | 1                | 0                | 37               | 1                |
| 2025             | 山形             | 71               | J2               |                  |                  |                  |                  |                  |                  |                  |                  |
| 通算             | 日本             | 日本             | J1               | 15               | 0                | 9                | 0                | 4                | 0                | 28               | 0                |
| 通算             | 日本             | 日本             | J2               | 107              | 10               | 0                | 0                | 2                | 0                | 109              | 10               |
| 総通算           | 総通算           | 総通算           | 総通算           | 122              | 10               | 9                | 0                | 6                | 0                | 137              | 10               |

- 2019年は特別指定選手（公式戦出場無し）
- Jリーグ初出場 - 2020年7月4日 J2第3節 対松本山雅FC (サンプロ アルウィン)
- Jリーグ初得点 - 2020年8月19日 J2第13節 対愛媛FC (山梨中銀スタジアム)

## タイトル

### クラブ
清水エスパルス
- J2リーグ（2024年）